# Turkcell Super Lig 2007-08

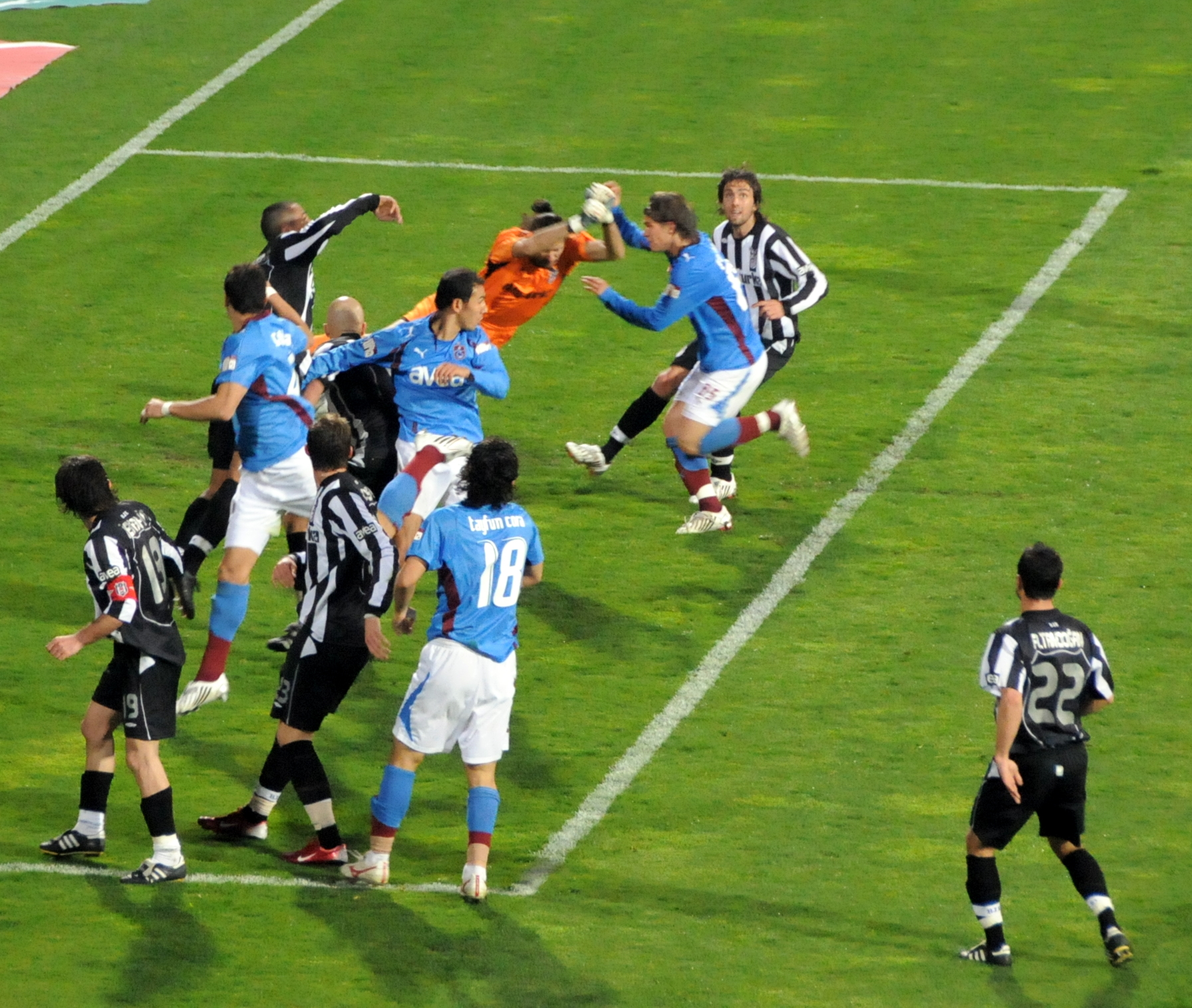
Imatge de l'enfrontament entre el Besiktas JK i el Trabzonspor.

## Classificació
|     | Equip                | Pts | J  | G  | E  | P  | GF | GC | Dif |                                            |
| --- | -------------------- | --- | -- | -- | -- | -- | -- | -- | --- | ------------------------------------------ |
| 1.  | Galatasaray SK       | 79  | 34 | 24 | 7  | 3  | 64 | 23 | +41 | Champions League 3a Ronda de Classificació |
| 2.  | Fenerbahçe SK        | 73  | 34 | 22 | 7  | 5  | 72 | 37 | +35 | Champions League 2a Ronda de Classificació |
| 3.  | Beşiktaş JK          | 73  | 34 | 23 | 4  | 7  | 58 | 32 | +26 | UEFA Cup 1a Ronda                          |
| 4.  | Sivasspor            | 73  | 34 | 23 | 4  | 7  | 57 | 29 | +28 | Copa Intertoto                             |
| 5.  | Kayserispor          | 55  | 34 | 15 | 10 | 9  | 50 | 31 | +19 |                                            |
| 6.  | Trabzonspor          | 49  | 34 | 14 | 7  | 13 | 44 | 39 | +5  |                                            |
| 7.  | Denizlispor          | 45  | 34 | 13 | 6  | 15 | 48 | 48 | +0  |                                            |
| 8.  | Gaziantepspor        | 43  | 34 | 11 | 10 | 13 | 36 | 45 | -9  |                                            |
| 9.  | Ankaragücü           | 43  | 34 | 11 | 10 | 13 | 36 | 44 | -8  |                                            |
| 10. | Ankaraspor           | 41  | 34 | 10 | 11 | 13 | 35 | 38 | -3  |                                            |
| 11. | Gençlerbirliği OFTAS | 40  | 34 | 10 | 10 | 14 | 30 | 36 | -6  |                                            |
| 12. | İstanbul Büyükşehir  | 38  | 34 | 10 | 8  | 16 | 44 | 47 | -3  |                                            |
| 13. | Bursaspor            | 38  | 34 | 9  | 11 | 14 | 31 | 40 | -9  |                                            |
| 14. | Konyaspor            | 36  | 34 | 10 | 6  | 18 | 37 | 64 | -27 |                                            |
| 15. | Gençlerbirliği SK    | 35  | 34 | 9  | 8  | 17 | 44 | 51 | -7  |                                            |
| 16. | Vestel Manisaspor    | 29  | 34 | 7  | 8  | 19 | 42 | 62 | -20 | Descens de Categoria                       |
| 17. | Çaykur Rizespor      | 29  | 34 | 7  | 8  | 19 | 32 | 64 | -32 | Descens de Categoria                       |
| 18. | Kasımpaşa SK         | 29  | 34 | 8  | 5  | 21 | 26 | 56 | -30 | Descens de Categoria                       |

## Màxims golejadors
| Jugador           | Equip                    | Nacionalitat | Gols |
| ----------------- | ------------------------ | ------------ | ---- |
| Semih Şentürk     | Fenerbahçe               | Turquia      | 17   |
| Filip Hološko     | Manisaspor/Beşiktaş JK   | Eslovàquia   | 15   |
| Alex              | Fenerbahçe               | Brasil       | 14   |
| Antonio de Nigris | Gaziantepspor/Ankaraspor | Mèxic        | 14   |
| Umut Bulut        | Trabzonspor              | Turquia      | 14   |
| Mehmet Yıldız     | Sivasspor                | Turquia      | 14   |